# داريل غرين (لاعب كرة قدم أمريكية)
داريل غرين (بالإنجليزية: Darrell Green)‏ هو لاعب كرة قدم أمريكية أمريكي، ولد في 15 فبراير 1960 في هيوستن في الولايات المتحدة.

## وصلات خارجية
- الموقع الرسمي
- داريل غرين على موقع الاتحاد الدولي لألعاب القوى (الإنجليزية)
- داريل غرين على موقع مرجع كرة القدم المحترفة.كوم (الإنجليزية)
- داريل غرين على موقع إن إن دي بي (الإنجليزية)